# Q1 Tower
Der Q1 Tower  (Abkürzung für Queensland Number One Tower) wurde am 26. Oktober 2005 in Gold Coast, Australien mit einer Gesamthöhe von 323 m eröffnet.
Er ist eines der höchsten Wohngebäude der Welt. Sein Name ist eine Hommage an die gleichnamige olympische Rudermannschaft Australiens der 1920er Jahre.

## Gebäudedetails

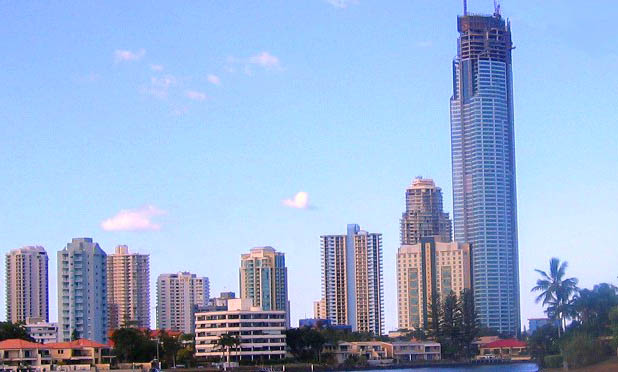
Q1 Tower während der Bauphase

Der 78 Etagen umfassende Tower befindet sich im Stadtteil Surfers Paradise von Gold Coast City und ist der höchste Wolkenkratzer auf der Südhalbkugel. Im Q1 Tower sind auf einer Gesamtfläche von 209.100 m² ausschließlich exklusive Wohnungen untergebracht. Die insgesamt zehn Aufzüge der Firma KONE sind mit 9 m/s die schnellsten Australiens. Nebenbei führen auch 1330 Treppenstufen an die Spitze des Gebäudes.
In Australien ist nur der Tower Zero (Exmouth, WA) höher. Seit dem ersten Hochhaus der Gold Coast von 1957 ist der Q1 Tower das 16. Gebäude, das den Titel „höchstes Gebäude Australiens“ tragen darf.
Das ausführende Architekturbüro Atelier SDG ließ sich formal von der Fackel der Olympischen Spiele in Sydney inspirieren. Die gesamte Konstruktion ist durch 22 Betonpfeiler mit je zwei Metern Durchmesser, 45 m tief im Boden verankert. Somit schwankt das Hochhaus maximal um 60 cm, was in den Wohnungen nicht zu bemerken sein soll.

## Wohnungen
Die 526 Wohnungen im Gebäude waren ab 985.000 US-Dollar zu erwerben und sie beinhalten die höchsten Außenbalkone der Welt. Die Appartements verfügen je nach Größe über ein bis drei Schlafzimmer, wobei die Grundfläche mindestens 84 m² beträgt. In der 74. Etage befindet sich mit einem Kaufpreis von 12 Mio. US-Dollar das teuerste Penthouse in Queensland. Auf einer Wohnfläche von 900 m² in 217 m Höhe gibt es neben einer 360°-Rundumsicht den am zweithöchsten gelegenen Swimmingpool (15 m × 6 m) innerhalb eines Gebäudes. Außerdem verfügt das Penthouse über den höchsten Außenbalkon Australiens, der aufgrund des Windes und der Höhe jedoch durch Schiebefenster abgesichert ist.

## Besonderheiten

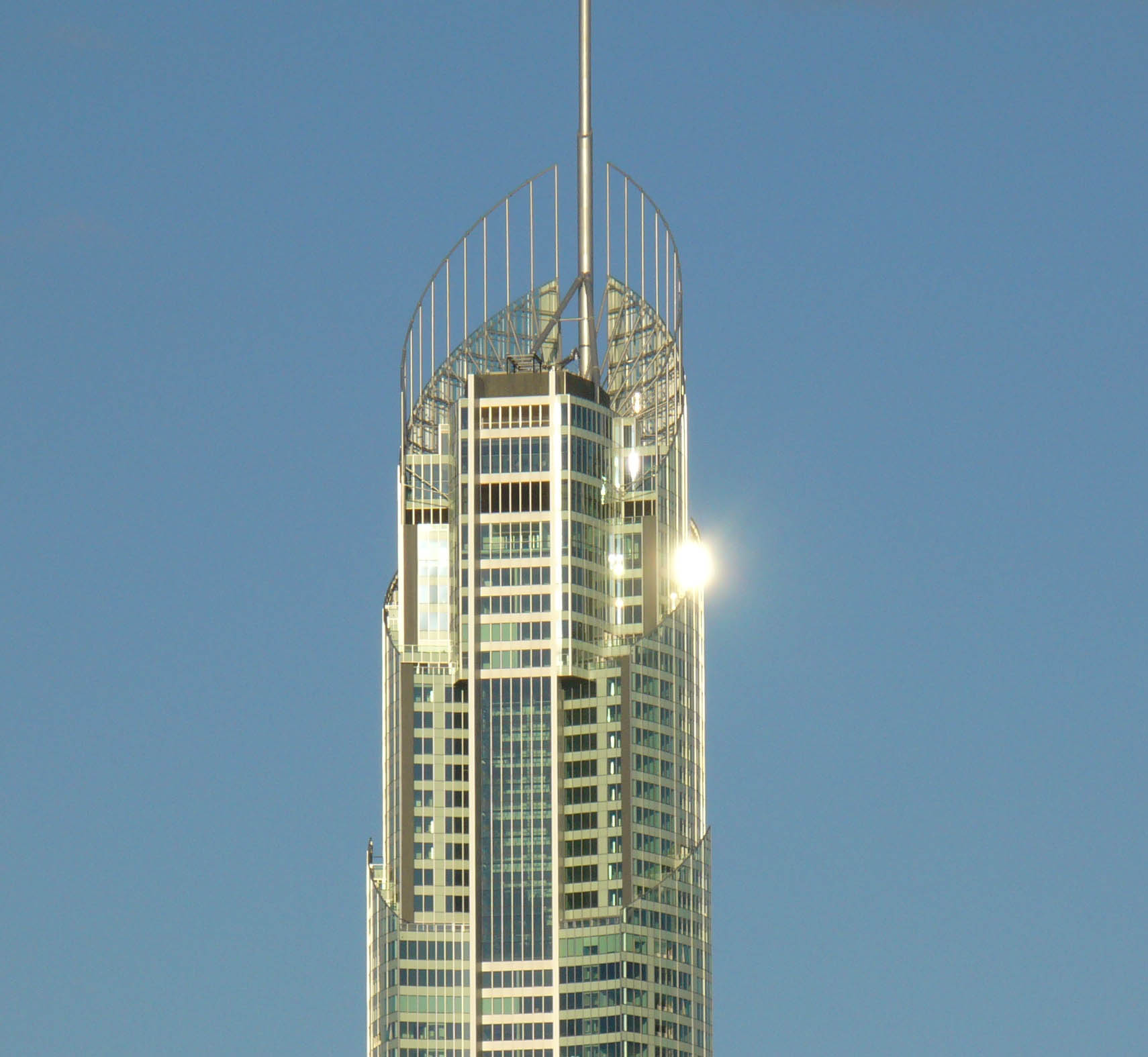
Stahlspitze des Gebäudes

In der 77. und 78. Etage befindet sich die Aussichtsplattform QDeck Skylight Room für bis zu 400 Personen, von der eine Sicht auf die gesamte Gold Coast und manchmal bis nach Brisbane im Norden und Byron Bay im Süden geboten wird. Ebenfalls dort in 230 m Höhe gibt es ein Café und eine Lounge Bar. Ein weiterer Aussichtspunkt ist die in 180 m Höhe gelegene Außenterrasse. Weiterhin wurde vom 60. bis zum 70. Stockwerk ein insgesamt 30 m hoher, tropischer „Mini-Regenwald“ als Sky-Garden angelegt.
Die ovalförmig gebogene, rostfreie Stahlspitze ist mit 97,7 m eine der längsten der Welt und hat einen Durchmesser von 1,8 bis 8 m. Die von innen zugängliche und insgesamt 87,2 t schwere Spitze wurde von Juni bis Juli 2005 in zwölf Einzelteilen mit einem Gewicht von jeweils etwa acht Tonnen nach oben gehoben und montiert. Seit dem 18. Juli 2005 ragt sie vom 76. Stock, also ab einer Höhe von 225 m, bis 47 m über das eigentliche Dach hinaus. Da sie beleuchtet ist, kann sie nachts schon aus 20 km Entfernung gesehen werden.
Die Fassade des Q1 Towers besteht aus 9463 Elementen, die einen Raum von 32.685 m{\displaystyle ^{3}} umschließen und ein Gewicht von 1303 t Glas und Aluminium haben.
Am Fuße des Towers befindet sich ein Erholungsbereich mit Gartenanlagen, Pool und Ballsälen. Außerdem gibt es einen Spa-Bereich, ein Theater, Restaurants und ein Fitnesscenter.